# فهرست استان‌ها و شهرهای کانادا
این مقاله در بردارنده فهرستی از شهرهای کانادا بر اساس حروف الفبا و بر اساس استان است.

## مرکز استان‌های فدرال کانادا
| منطقه جغرافیایی       | پایتخت     | نوع پایتخت |
| --------------------- | ---------- | ---------- |
| کانادا                | اتاوا      | ملی        |
| آلبرتا                | ادمونتون   | استانی     |
| بریتیش کلمبیا         | ویکتوریا   | استانی     |
| مانیتوبا              | وینیپگ     | استانی     |
| نیوبرانزویک           | فردریکتون  | استانی     |
| نیوفاندلند و لابرادور | سنت جانز   | استانی     |
| نوا اسکوشیا           | هلیفاکس    | استانی     |
| انتاریو               | تورنتو     | استانی     |
| جزیره پرنس ادوارد     | شارلوت‌تاون | استانی     |
| کبک                   | کبک        | استانی     |
| سسکچوان               | رجاینا     | استانی     |
| نورت‌وست تریتوریز      | یلونایف    | استانی     |
| نوناووت               | ایکالوئیت  | استانی     |
| یوکان                 | وایت‌هورس   | استانی     |

## آلبرتا
برای اینکه جایی را در آلبرتا شهر بنامیم نیاز است که در آن منطقه جمعیت کافی (۱۰٬۰۰۰ نفر به بالا) حضور داشته باشد و زمین اشغال شده توسط اکثریت ساختمان‌ها روی هم باید کمتر از ۱۸۵۰ مترمربع باشد. با این حال یک ناحیه حتی اگر تمام این شرط‌ها را داشته باشد باز ممکن است به عنوان شهر در نظر گرفته نشود. ناحیهٔ خدمات شهری فورت مک‌موری و شروود پارک، آبادی‌هایی هستند که معادل شهر تشخیص داده شده‌اند اما در گروه آن گنجانده نشده‌اند، همچنین نُه شهرک در آلبرتا وجود دارد که شرایط لازم برای شهر بودن را دارند اما همچنان در گروه شهرک‌ها مانده‌اند.
| شهر         | مساحت (کیلومترمربع) | جمعیت (۲۰۰۶) | تراکم (در هر کیلومترمربع) | مختصات                                                       | توضیحات                                                        |
| ----------- | ------------------- | ------------ | ------------------------- | ------------------------------------------------------------ | -------------------------------------------------------------- |
| ایردری      | ۳۳٫۱۰               | ۲۸٬۹۲۷       | ۸۷۴                       | ۵۱°۱۷′۳۰″شمالی ۱۱۴°۰۰′۵۱″غربی / ۵۱٫۲۹۱۷۳°شمالی ۱۱۴٫۰۱۴۳°غربی | بخشی از منطقهٔ کالگری                                           |
| بروکس       | ۱۷٫۷۰               | ۱۲٬۴۹۸       | ۷۰۶                       | ۵۰°۳۳′۵۰″شمالی ۱۱۱°۵۳′۵۶″غربی / ۵۰٫۵۶۴۰۲°شمالی ۱۱۱٫۸۹۸۸°غربی |                                                                |
| کالگری      | ۷۲۶٫۵۰              | ۹۸۸٬۱۹۳      | ۱٬۳۶۰                     | ۵۱°۰۲′۴۲″شمالی ۱۱۴°۰۳′۲۶″غربی / ۵۱٫۰۴۵۱۰°شمالی ۱۱۴٫۰۵۷۱°غربی | بزرگ‌ترین شهر آلبرتا                                            |
| کمروز       | ۳۱٫۱۴               | ۱۵٬۶۲۰       | ۵۰۲                       | ۵۳°۰۱′۲۲″شمالی ۱۱۲°۴۹′۴۲″غربی / ۵۳٫۰۲۲۸۵°شمالی ۱۱۲٫۸۲۸۲°غربی |                                                                |
| کلد لیک     | ۵۹٫۳۰               | ۱۱٬۵۹۵       | ۲۰۲                       | ۵۴°۲۷′۵۱″شمالی ۱۱۰°۱۰′۵۷″غربی / ۵۴٫۴۶۴۱۷°شمالی ۱۱۰٫۱۸۲۵°غربی |                                                                |
| ادمونتون    | ۶۸۴٫۳۷              | ۷۳۰٬۳۷۲      | ۱٬۰۶۷                     | ۵۳°۳۲′۴۴″شمالی ۱۱۳°۲۹′۲۴″غربی / ۵۳٫۵۴۵۴۳°شمالی ۱۱۳٫۴۹۰۱°غربی | پایتخت آلبرتا و دومین شهر بزرگ آن                              |
| فرت سسکچوان | ۴۸٫۱۲               | ۱۴٬۹۵۷       | ۳۱۱                       | ۵۳°۴۲′۴۶″شمالی ۱۱۳°۱۲′۴۷″غربی / ۵۳٫۷۱۲۷۶°شمالی ۱۱۳٫۲۱۳۱°غربی | بخشی از منطقهٔ بزرگ ادمونتون                                    |
| گرند پریری  | ۶۱٫۰۸               | ۴۷٬۰۷۶       | ۷۷۱                       | ۵۵°۱۰′۱۲″شمالی ۱۱۸°۴۷′۵۲″غربی / ۵۵٫۱۶۹۹۵°شمالی ۱۱۸٫۷۹۷۹°غربی |                                                                |
| لکومب       | ۱۸٫۲۴               | ۱۰٬۷۴۲       | ۶۴۳                       | ۵۲°۲۸′۰۶″شمالی ۱۱۳°۴۴′۱۳″غربی / ۵۲٫۴۶۸۳۳°شمالی ۱۱۳٫۷۳۶۹°غربی |                                                                |
| لودوک       | ۳۶٫۹۷               | ۱۶٬۹۶۷       | ۴۵۹                       | ۵۳°۱۵′۳۴″شمالی ۱۱۳°۳۲′۵۶″غربی / ۵۳٫۲۵۹۴۴°شمالی ۱۱۳٫۵۴۹۰°غربی | بخشی از منطقهٔ بزرگ ادمونتون                                    |
| لث‌بریج      | ۱۲۱٫۹۷              | ۷۴٬۶۳۷       | ۶۱۲                       | ۴۹°۴۱′۳۹″شمالی ۱۱۲°۴۹′۵۸″غربی / ۴۹٫۶۹۴۱۷°شمالی ۱۱۲٫۸۳۲۸°غربی |                                                                |
| لویدمینستر  | ۲۴٫۱۹               | ۱۵٬۹۱۰       | ۶۵۸                       | ۵۳°۱۷′۰۳″شمالی ۱۱۰°۰۰′۴۴″غربی / ۵۳٫۲۸۴۲۵°شمالی ۱۱۰٫۰۱۲۳°غربی | شهر تا ساسکاچوان کشیده شده‌است و تنها بخشی از آن در آلبرتا است. |
| مدیسین هت   | ۱۱۲٫۰۱              | ۵۶٬۹۹۷       | ۵۰۹                       | ۵۰°۰۲′۳۰″شمالی ۱۱۰°۴۰′۳۹″غربی / ۵۰٫۰۴۱۵۷°شمالی ۱۱۰٫۶۷۷۶°غربی |                                                                |
| رد دیر      | ۶۹٫۲۳               | ۸۲٬۷۷۲       | ۱٬۱۹۶                     | ۵۲°۱۶′۰۵″شمالی ۱۱۳°۴۸′۴۰″غربی / ۵۲٫۲۶۸۱۹°شمالی ۱۱۳٫۸۱۱۱°غربی | سومین شهر بزرگ آلبرتا                                          |
| اسپروس گروو | ۲۶٫۴۰               | ۱۹٬۴۹۶       | ۷۳۸                       | ۵۳°۳۲′۴۲″شمالی ۱۱۳°۵۴′۰۳″غربی / ۵۳٫۵۴۴۹۲°شمالی ۱۱۳٫۹۰۰۸°غربی | بخشی از منطقهٔ بزرگ ادمونتون                                    |
| سنت آلبرت   | ۳۵٫۰۴               | ۵۷٬۷۱۹       | ۱٬۶۴۷                     | ۵۳°۳۷′۴۹″شمالی ۱۱۳°۳۷′۳۳″غربی / ۵۳٫۶۳۰۲۳°شمالی ۱۱۳٫۶۲۵۷°غربی | بخشی از منطقهٔ بزرگ ادمونتون                                    |
| وتاسکیوین   | ۱۶٫۷۴               | ۱۱٬۶۷۳       | ۶۹۸                       | ۵۲°۵۸′۱۰″شمالی ۱۱۳°۲۲′۳۷″غربی / ۵۲٫۹۶۹۴۷°شمالی ۱۱۳٫۳۷۶۹°غربی |                                                                |

## بریتیش کلمبیا
یک جامعه اگر جمعیتش بیش از ۵٬۰۰۰ نفر داشته باشد به عنوان شهر شناخته می‌شود. اگر شهری یک بار در این جایگاه قرار گیرد، هرگز عنوان «شهر» از آن پس گرفته نمی‌شود حتی اگر دیگر شرایط لازم برای شهر بودن را نداشته باشد، برای نمونه گرین وود، با وجود اینکه در حال حاضر تنها ۶۲۵ نفر جمعیت دارد ولی هنوز عنوان شهر از دست نداده‌است.
همچنین ببینید: فهرست ناحیه‌های بریتیش کلمبیا و فهرست مناطق شهری در بریتیش کلمبیا.
| شهر           | جمعیت (km²) | مساحت (۲۰۰۶) | مختصات                                                          | توضیحات                                |
| ------------- | ----------- | ------------ | --------------------------------------------------------------- | -------------------------------------- |
| ابوتسفورد     | ۱۲۳٬۸۶۴     | ۳۵۹٫۳۶       | ۴۹°۳′۱۷″ شمالی ۱۲۲°۱۹′۴۱″ غربی / ۴۹٫۰۵۴۷۲°شمالی ۱۲۲٫۳۲۸۰۶°غربی  |                                        |
| آرمسترانگ     | ۴٬۲۴۱       | ۵٫۲۴         | ۵۰°۲۶′۳۰″ شمالی ۱۱۹°۱۱′۰″ غربی / ۵۰٫۴۴۱۶۷°شمالی ۱۱۹٫۱۸۳۳۳°غربی  |                                        |
| برنابی        | ۲۰۲٬۷۹۹     | ۸۹٫۱۲        | ۴۹°۱۴′۳۴″ شمالی ۱۲۲°۵۷′۵۸″ غربی / ۴۹٫۲۴۲۷۸°شمالی ۱۲۲٫۹۶۶۱۱°غربی | بخشی از ونکوور بزرگ                    |
| کمبل ریور     | ۲۹٬۵۷۲      | ۱۴۳٫۴۸       | ۵۰°۱′۲۸″ شمالی ۱۲۵°۱۴′۵۱″ غربی / ۵۰٫۰۲۴۴۴°شمالی ۱۲۵٫۲۴۷۵۰°غربی  |                                        |
| کسلگر         | ۷٬۲۵۹       | ۱۹٫۸         | ۴۹°۱۹′۳۰″ شمالی ۱۱۷°۳۹′۵۳″ غربی / ۴۹٫۳۲۵۰۰°شمالی ۱۱۷٫۶۶۴۷۲°غربی |                                        |
| چیلیوک        | ۶۹٬۲۱۷      | ۲۶۰٫۱۹       | ۴۹°۹′۲۸″ شمالی ۱۲۱°۵۷′۳″ غربی / ۴۹٫۱۵۷۷۸°شمالی ۱۲۱٫۹۵۰۸۳°غربی   |                                        |
| کال وود       | ۱۴٬۶۸۷      | ۱۷٫۷۶        | ۴۸°۲۵′۲۵″ شمالی ۱۲۳°۲۹′۲۹″ غربی / ۴۸٫۴۲۳۶۱°شمالی ۱۲۳٫۴۹۱۳۹°غربی |                                        |
| کوکیتلام      | ۱۱۴٬۵۶۵     | ۱۲۱٫۶۹       | ۴۹°۱۷′۰″ شمالی ۱۲۲°۴۷′۳۰″ غربی / ۴۹٫۲۸۳۳۳°شمالی ۱۲۲٫۷۹۱۶۷°غربی  | بخشی از ونکوور بزرگ                    |
| کورتنی        | ۲۱٬۹۴۰      | ۲۶٫۶۸        | ۴۹°۴۱′۱۶″ شمالی ۱۲۴°۵۹′۴۰″ غربی / ۴۹٫۶۸۷۷۸°شمالی ۱۲۴٫۹۹۴۴۴°غربی |                                        |
| کرنبروک       | ۱۸٬۲۶۷      | ۲۵٫۱۴        | ۴۹°۳۰′۴۰″ شمالی ۱۱۵°۴۶′۲″ غربی / ۴۹٫۵۱۱۱۱°شمالی ۱۱۵٫۷۶۷۲۲°غربی  |                                        |
| داوسون کریک   | ۱۰٬۹۹۴      | ۲۲٫۳۲        | ۵۵°۴۵′۳۸″ شمالی ۱۲۰°۱۴′۸″ غربی / ۵۵٫۷۶۰۵۶°شمالی ۱۲۰٫۲۳۵۵۶°غربی  |                                        |
| دانکن         | ۴٬۹۸۶       | ۲٫۰۵         | ۴۸°۴۶′۴۳″ شمالی ۱۲۳°۴۲′۲۸″ غربی / ۴۸٫۷۷۸۶۱°شمالی ۱۲۳٫۷۰۷۷۸°غربی |                                        |
| اندربی        | ۲٬۸۲۸       | ۴٫۲۳         | ۵۰°۳۳′۳″ شمالی ۱۱۹°۸′۲۳″ غربی / ۵۰٫۵۵۰۸۳°شمالی ۱۱۹٫۱۳۹۷۲°غربی   |                                        |
| فرنی          | ۴٬۲۱۷       | ۱۶٫۰۵        | ۴۹°۳۰′۳۰″ شمالی ۱۱۵°۵′۲۰″ غربی / ۴۹٫۵۰۸۳۳°شمالی ۱۱۵٫۰۸۸۸۹°غربی  |                                        |
| فورت سنت جان  | ۱۷٬۴۰۲      | ۲۲٫۷۴        | ۵۶°۱۵′۹″ شمالی ۱۲۰°۵۰′۴۷″ غربی / ۵۶٫۲۵۲۵۰°شمالی ۱۲۰٫۸۴۶۳۹°غربی  |                                        |
| گرند فورکس    | ۴٬۰۳۶       | ۱۰٫۴۴        | ۴۹°۲′۰″ شمالی ۱۱۸°۲۶′۲۴″ غربی / ۴۹٫۰۳۳۳۳°شمالی ۱۱۸٫۴۴۰۰۰°غربی   |                                        |
| گرین وود      | ۶۲۵         | ۲٫۵۲         | ۴۹°۵′۲۸″ شمالی ۱۱۸°۴۰′۳۷″ غربی / ۴۹٫۰۹۱۱۱°شمالی ۱۱۸٫۶۷۶۹۴°غربی  | کوچک‌ترین شهر کانادا                    |
| کملوپس        | ۸۰٬۳۷۶      | ۲۹۷٫۳        | ۵۰°۴۰′۳۴″ شمالی ۱۲۰°۲۰′۲۶″ غربی / ۵۰٫۶۷۶۱۱°شمالی ۱۲۰٫۳۴۰۵۶°غربی |                                        |
| کلونا         | ۱۰۶٬۷۰۷     | ۲۱۱٫۶۹       | ۴۹°۵۳′۱۷″ شمالی ۱۱۹°۲۹′۴۳″ غربی / ۴۹٫۸۸۸۰۶°شمالی ۱۱۹٫۴۹۵۲۸°غربی |                                        |
| کیمبرلی       | ۶٬۱۳۹       | ۵۸٫۳۱        | ۴۹°۴۰′۱۱″ شمالی ۱۱۵°۵۸′۳۹″ غربی / ۴۹٫۶۶۹۷۲°شمالی ۱۱۵٫۹۷۷۵۰°غربی |                                        |
| کیتیمت        | ۸٬۹۸۷       | ۲۴۲٫۶۳       | ۵۴°۲′۳۰″ شمالی ۱۲۸°۴۰′۳۰″ غربی / ۵۴٫۰۴۱۶۷°شمالی ۱۲۸٫۶۷۵۰۰°غربی  |                                        |
| لنگفورد       | ۲۲٬۴۵۹      | ۳۹٫۵۵        | ۴۸°۲۶′۵۵″ شمالی ۱۲۳°۳۰′۴۷″ غربی / ۴۸٫۴۴۸۶۱°شمالی ۱۲۳٫۵۱۳۰۶°غربی |                                        |
| لنگلی         | ۲۳٬۶۰۶      | ۱۰٫۲۲        | ۴۹°۶′۱۵″ شمالی ۱۲۲°۳۹′۲۷″ غربی / ۴۹٫۱۰۴۱۷°شمالی ۱۲۲٫۶۵۷۵۰°غربی  |                                        |
| مریت          | ۶٬۹۹۸       | ۲۴٫۹۴        | ۵۰°۶′۴۳″ شمالی ۱۲۰°۴۷′۱۲″ غربی / ۵۰٫۱۱۱۹۴°شمالی ۱۲۰٫۷۸۶۶۷°غربی  |                                        |
| نانایمو       | ۷۸٬۶۹۲      | ۸۹٫۳         | ۴۹°۹′۵۳″ شمالی ۱۲۳°۵۶′۰″ غربی / ۴۹٫۱۶۴۷۲°شمالی ۱۲۳٫۹۳۳۳۳°غربی   |                                        |
| نلسون         | ۹٬۲۵۸       | ۱۱٫۷۲        | ۴۹°۳۰′۰″ شمالی ۱۱۷°۱۷′۰″ غربی / ۴۹٫۵۰۰۰۰°شمالی ۱۱۷٫۲۸۳۳۳°غربی   |                                        |
| نیو وستمینستر | ۵۸٬۵۴۹      | ۱۵٫۴۱        | ۴۹°۱۲′۲۵″ شمالی ۱۲۲°۵۴′۴۰″ غربی / ۴۹٫۲۰۶۹۴°شمالی ۱۲۲٫۹۱۱۱۱°غربی | بخشی از ونکوور بزرگ                    |
| نورث ونکوور   | ۴۵٬۱۶۵      | ۱۱٫۸۵        | ۴۹°۱۹′۰″ شمالی ۱۲۳°۴′۰″ غربی / ۴۹٫۳۱۶۶۷°شمالی ۱۲۳٫۰۶۶۶۷°غربی    | بخشی از ونکوور بزرگ                    |
| پارکسویل      | ۱۰٬۹۹۳      | ۱۴٫۶         | ۴۹°۱۸′۴۵″ شمالی ۱۲۴°۱۹′۰″ غربی / ۴۹٫۳۱۲۵۰°شمالی ۱۲۴٫۳۱۶۶۷°غربی  |                                        |
| پنتیکتن       | ۳۱٬۹۰۹      | ۴۲٫۰۲        | ۴۹°۲۹′۲۸″ شمالی ۱۱۹°۳۵′۱۹″ غربی / ۴۹٫۴۹۱۱۱°شمالی ۱۱۹٫۵۸۸۶۱°غربی |                                        |
| پیت مدوز      | ۱۵٬۶۲۳      | ۸۵٫۳۸        | ۴۹°۱۳′۱۵″ شمالی ۱۲۲°۴۱′۰″ غربی / ۴۹٫۲۲۰۸۳°شمالی ۱۲۲٫۶۸۳۳۳°غربی  |                                        |
| پورت آلبرنی   | ۱۷٬۵۴۸      | ۱۹٫۹۲        | ۴۹°۱۴′۲″ شمالی ۱۲۴°۴۸′۱۸″ غربی / ۴۹٫۲۳۳۸۹°شمالی ۱۲۴٫۸۰۵۰۰°غربی  |                                        |
| پورت کوکیتلام | ۵۲٬۶۸۷      | ۲۸٫۸۵        | ۴۹°۱۵′۴۴″ شمالی ۱۲۲°۴۶′۵۶″ غربی / ۴۹٫۲۶۲۲۲°شمالی ۱۲۲٫۷۸۲۲۲°غربی | بخشی از ونکوور بزرگ                    |
| پورت مودی     | ۲۷٬۵۱۲      | ۲۵٫۶۲        | ۴۹°۱۶′۳۰″ شمالی ۱۲۲°۵۱′۰″ غربی / ۴۹٫۲۷۵۰۰°شمالی ۱۲۲٫۸۵۰۰۰°غربی  | بخشی از ونکوور بزرگ                    |
| پاول ریور     | ۱۲٬۹۵۷      | ۲۹٫۷۷        | ۴۹°۵۰′۷″ شمالی ۱۲۴°۳۱′۲۹″ غربی / ۴۹٫۸۳۵۲۸°شمالی ۱۲۴٫۵۲۴۷۲°غربی  |                                        |
| پرنس جورج     | ۷۰٬۹۸۱      | ۳۱۶          | ۵۳°۵۴′۴۸″ شمالی ۱۲۲°۴۵′۱″ غربی / ۵۳٫۹۱۳۳۳°شمالی ۱۲۲٫۷۵۰۲۸°غربی  |                                        |
| پرنس روپرت    | ۱۲٬۸۱۵      | ۵۴٫۹         | ۵۴°۱۸′۴۴″ شمالی ۱۳۰°۱۹′۳۷″ غربی / ۵۴٫۳۱۲۲۲°شمالی ۱۳۰٫۳۲۶۹۴°غربی |                                        |
| کوئزنل        | ۹٬۳۲۶       | ۳۵٫۳۴        | ۵۲°۵۸′۴۲″ شمالی ۱۲۲°۲۹′۳۳″ غربی / ۵۲٫۹۷۸۳۳°شمالی ۱۲۲٫۴۹۲۵۰°غربی |                                        |
| رولستوک       | ۷٬۲۳۰       | ۳۱٫۹         | ۵۱°۰′۳۶″ شمالی ۱۱۸°۱۲′۵۱″ غربی / ۵۱٫۰۱۰۰۰°شمالی ۱۱۸٫۲۱۴۱۷°غربی  |                                        |
| ریچموند       | ۱۷۴٬۴۶۱     | ۱۲۸٫۷۶       | ۴۹°۱۰′۰″ شمالی ۱۲۳°۸′۰″ غربی / ۴۹٫۱۶۶۶۷°شمالی ۱۲۳٫۱۳۳۳۳°غربی    | بخشی از ونکوور بزرگ                    |
| راسلند        | ۳٬۲۷۸       | ۵۷٫۹۷        | ۴۹°۴′۳۶″ شمالی ۱۱۷°۴۷′۵۵″ غربی / ۴۹٫۰۷۶۶۷°شمالی ۱۱۷٫۷۹۸۶۱°غربی  |                                        |
| سلمون آرم     | ۱۶٬۰۱۲      | ۱۵۵٫۳۶       | ۵۰°۴۲′۸″ شمالی ۱۱۹°۱۶′۲۰″ غربی / ۵۰٫۷۰۲۲۲°شمالی ۱۱۹٫۲۷۲۲۲°غربی  |                                        |
| سوری          | ۳۹۴٬۹۷۶     | ۳۱۷٫۱۹       | ۴۹°۱۱′۱۵″ شمالی ۱۲۲°۵۱′۰″ غربی / ۴۹٫۱۸۷۵۰°شمالی ۱۲۲٫۸۵۰۰۰°غربی  | بخشی از ونکوور بزرگ                    |
| تراس          | ۱۱٬۳۲۰      | ۴۱٫۵۲        | ۵۴°۳۰′۵۹″ شمالی ۱۲۸°۳۵′۵۹″ غربی / ۵۴٫۵۱۶۳۹°شمالی ۱۲۸٫۵۹۹۷۲°غربی |                                        |
| ورنن          | ۷٬۲۳۷       | ۳۴٫۷۸        | ۴۹°۵′۴۲″ شمالی ۱۱۷°۴۲′۳۶″ غربی / ۴۹٫۰۹۵۰۰°شمالی ۱۱۷٫۷۱۰۰۰°غربی  |                                        |
| ونکوور        | ۵۷۸٬۰۴۱     | ۱۱۴٫۷۱       | ۴۹°۱۵′۰″ شمالی ۱۲۳°۶′۰″ غربی / ۴۹٫۲۵۰۰۰°شمالی ۱۲۳٫۱۰۰۰۰°غربی    | بزرگ‌ترین شهر و بخشی از ونکوور بزرگ     |
| ورنن          | ۳۵٬۹۴۴      | ۹۴٫۲         | ۵۰°۱۶′۱″ شمالی ۱۱۹°۱۶′۱۹″ غربی / ۵۰٫۲۶۶۹۴°شمالی ۱۱۹٫۲۷۱۹۴°غربی  |                                        |
| ویکتوریا      | ۷۸٬۰۵۷      | ۱۹٫۶۸        | ۴۸°۲۵′۲۰″ شمالی ۱۲۳°۲۱′۵۶″ غربی / ۴۸٫۴۲۲۲۲°شمالی ۱۲۳٫۳۶۵۵۶°غربی | پایتخت استانی و بخشی از ویکتوریای بزرگ |
| وایت راک      | ۱۸٬۷۵۵      | ۵٫۱۶         | ۴۹°۲′۰″ شمالی ۱۲۲°۴۹′۰″ غربی / ۴۹٫۰۳۳۳۳°شمالی ۱۲۲٫۸۱۶۶۷°غربی    | بخشی از ونکوور بزرگ                    |
| ویلیامز لیک   | ۱۰٬۷۴۴      | ۳۳٫۱۱        | ۵۲°۸′۳۰″ شمالی ۱۲۲°۸′۳۰″ غربی / ۵۲٫۱۴۱۶۷°شمالی ۱۲۲٫۱۴۱۶۷°غربی   |                                        |

## مانیتوبا

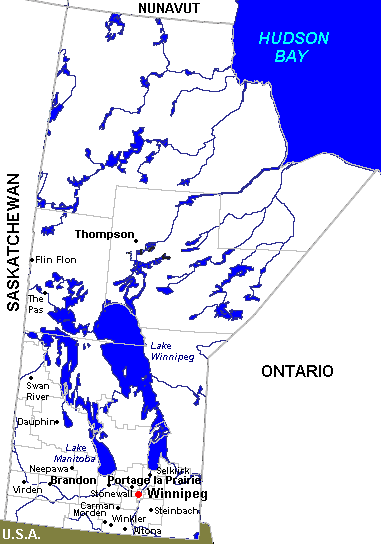
شهرها و شهرک‌ها در مانیتوبا

همچنین ببینید: فهرست بخش‌های مانیتوبا
| شهر           | جمعیت(۲۰۰۶) | مساحت(km²) | مختصات                                                       | توضیحات                       |
| ------------- | ----------- | ---------- | ------------------------------------------------------------ | ----------------------------- |
| برندون        | ۴۱٬۵۱۱      | ۴۶۵٫۱۶     | ۴۹°۵۰′۳۶″شمالی ۹۹°۵۷′۰۲″غربی / ۴۹٫۸۴۳۳۴°شمالی ۹۹٫۹۵۰۴۴°غربی  |                               |
| داوفین        | ۷٬۹۰۶       | ۱۲٫۶۵      | ۵۱°۰۹′۰۰″شمالی ۱۰۰°۰۲′۵۹″غربی / ۵۱٫۱۵۰۰۷°شمالی ۱۰۰٫۰۴۹۷°غربی |                               |
| فلین فلان     | ۵٬۵۹۴       | ۱۱٫۵۵      | ۵۴°۴۶′۰۷″شمالی ۱۰۱°۵۲′۳۸″غربی / ۵۴٫۷۶۸۴۸°شمالی ۱۰۱٫۸۷۷۲°غربی | (بخشی از آن در ساسکاچوان است) |
| پرتاژ لاپریری | ۱۲٬۷۲۸      | ۲۴٫۶۷      | ۴۹°۵۸′۲۲″شمالی ۹۸°۱۷′۲۶″غربی / ۴۹٫۹۷۲۷۷°شمالی ۹۸٫۲۹۰۴۳°غربی  |                               |
| سلکیرک        | ۹٬۵۱۵       | ۲۴٫۸۷      | ۵۰°۰۸′۳۳″شمالی ۹۶°۵۲′۱۵″غربی / ۵۰٫۱۴۲۵۰°شمالی ۹۶٫۸۷۰۷۰°غربی  |                               |
| استینباک      | ۱۱٬۰۶۶      | ۲۵٫۵۷      | ۴۹°۳۱′۳۲″شمالی ۹۶°۴۱′۰۵″غربی / ۴۹٫۵۲۵۶۴°شمالی ۹۶٫۶۸۴۶۷°غربی  |                               |
| تامپسون       | ۱۳٬۴۴۶      | ۱۷٫۱۸      | ۵۵°۴۴′۴۷″شمالی ۹۷°۵۱′۰۰″غربی / ۵۵٫۷۴۶۳۰°شمالی ۹۷٫۸۵۰۱۲°غربی  |                               |
| وینکلر        | ۹٬۱۰۶       | ۱۷٫۰۲      | ۴۹°۱۰′۴۸″شمالی ۹۷°۵۶′۱۸″غربی / ۴۹٫۱۷۹۹۱°شمالی ۹۷٫۹۳۸۴۴°غربی  |                               |
| وینیپگ        | ۶۳۳٬۴۵۱     | ۴۶۴٫۰۱     | ۴۹°۵۴′۰۰″شمالی ۹۷°۰۸′۲۰″غربی / ۴۹٫۸۹۹۹۰°شمالی ۹۷٫۱۳۸۸۸°غربی  | مرکز استان و بزرگ‌ترین شهر آن  |

## نیوبرانزویک

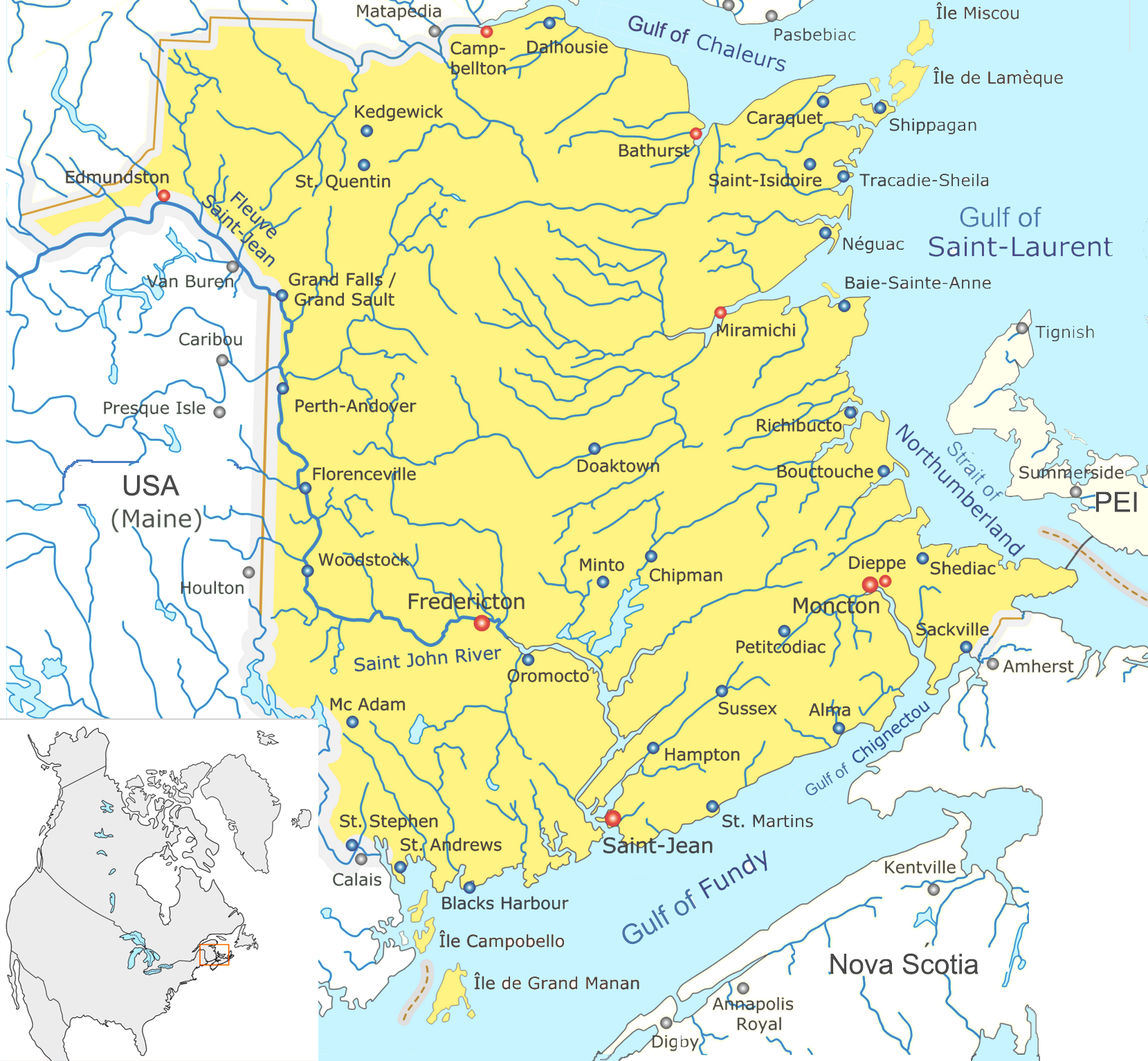
شهرها و شهرک‌ها در نیوبرانزویک

همچنین ببینید: فهرست بخش‌های نیوبرانزویک
| شهر        | جمعیت (۲۰۰۶) | مساحت (km²) | مختصات                                                      | توضیحات                   |
| ---------- | ------------ | ----------- | ----------------------------------------------------------- | ------------------------- |
| باترست     | ۱۲٬۷۱۴       |             | ۴۷°۳۷′۰۵″شمالی ۶۵°۳۹′۰۴″غربی / ۴۷٫۶۱۸۱۴°شمالی ۶۵٫۶۵۱۱۲°غربی |                           |
| کمپبلتون   | ۷٬۳۸۴        |             | ۴۸°۰۰′۲۷″شمالی ۶۶°۴۰′۲۲″غربی / ۴۸٫۰۰۷۵۱°شمالی ۶۶٫۶۷۲۷۲°غربی |                           |
| دیپ        | ۱۸٬۵۶۵       |             | ۴۶°۰۵′۴۰″شمالی ۶۴°۴۴′۵۴″غربی / ۴۶٫۰۹۴۴۳°شمالی ۶۴٫۷۴۸۴۴°غربی | بخشی از منطقهٔ بزرگ‌مونکتون |
| ادموندستون | ۱۶٬۶۴۳       |             | ۴۷°۲۱′۴۷″شمالی ۶۸°۱۹′۳۴″غربی / ۴۷٫۳۶۲۹۲°شمالی ۶۸٫۳۲۶۰۳°غربی |                           |
| فردریکتون  | ۵۰٬۵۳۵       |             | ۴۵°۵۷′۴۹″شمالی ۶۶°۳۸′۳۵″غربی / ۴۵٫۹۶۳۵۴°شمالی ۶۶٫۶۴۳۰۷°غربی | پایتخت استان              |
| میرامیچی   | ۱۸٬۱۲۹       |             | ۴۷°۰۱′۵۳″شمالی ۶۵°۲۸′۰۵″غربی / ۴۷٫۰۳۱۲۷°شمالی ۶۵٫۴۶۸۱۷°غربی |                           |
| مونکتون    | ۶۴٬۱۲۸       |             | ۴۶°۰۵′۱۷″شمالی ۶۴°۴۶′۳۸″غربی / ۴۶٫۰۸۷۹۹°شمالی ۶۴٫۷۷۷۱۱°غربی | بزرگ‌ترین منطقهٔ شهری       |
| سنت جان    | ۶۸٬۰۴۳       |             | ۴۵°۱۶′۲۴″شمالی ۶۶°۰۳′۵۳″غربی / ۴۵٫۲۷۳۲۰°شمالی ۶۶٫۰۶۴۷۸°غربی | بزرگ‌ترین شهر              |

## نیوفاندلند و لابرادور
همچنین ببینید: فهرست شهرها و شهرک‌های نیوفاندلند و لابرادور
| شهر       | جمعیت(۲۰۰۶) | مساحت(km²) | مختصات                                                      | توضیحات |
| --------- | ----------- | ---------- | ----------------------------------------------------------- | ------- |
| کرنر بروک | ۲۰٬۰۸۳      |            | ۴۸°۵۷′۰۳″شمالی ۵۷°۵۶′۵۹″غربی / ۴۸٫۹۵۰۸۳°شمالی ۵۷٫۹۴۹۶۶°غربی |         |
| مونت پیرل | ۲۴٬۶۷۱      |            | ۴۷°۳۱′۰۷″شمالی ۵۲°۴۸′۲۱″غربی / ۴۷٫۵۱۸۶۶°شمالی ۵۲٫۸۰۵۷۹°غربی |         |
| سنت جونز  | ۱۰۰٬۶۴۶     |            | ۴۷°۳۳′۴۱″شمالی ۵۲°۴۲′۴۶″غربی / ۴۷٫۵۶۱۴۹°شمالی ۵۲٫۷۱۲۶۶°غربی |         |

## نورت‌وست تریتوریز
مانند دو منطقهٔ دیگر کانادایی، تنها شهر ثبت شدهٔ نورت‌وست تریتوریز، پایتخت آن یلونایف می‌باشد.
همچنین ببینید: فهرست بخش‌های نورت‌وست تریتوریز
| شهر     | جمعیت(۲۰۰۶) | مساحت(km²) | مختصات                                                       | توضیحات |
| ------- | ----------- | ---------- | ------------------------------------------------------------ | ------- |
| یلونایف | ۱۹٬۵۶۹      | ۱۰۵٬۴۷     | ۶۲°۲۷′۱۷″شمالی ۱۱۴°۲۲′۳۵″غربی / ۶۲٫۴۵۴۶۶°شمالی ۱۱۴٫۳۷۶۴°غربی |         |

## نوا اسکوشیا

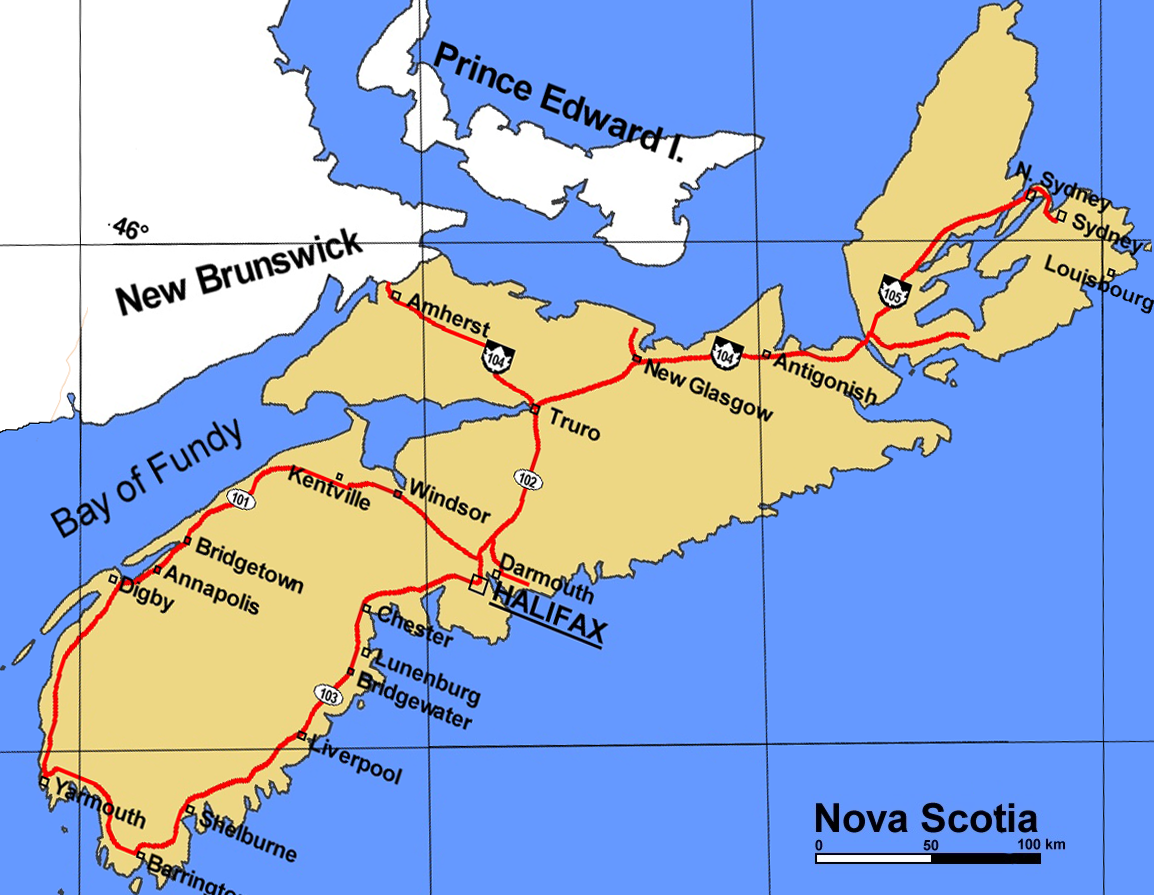
شهرها و شهرک‌ها در نوا اسکوشیا

نوا اسکوشیا از سال ۱۹۹۰ که شهر ناحیه‌ای ایجاد کرده‌است دیگر در آن شهری ثبت نشده‌است.
همچنین ببینید: فهرست بخش‌های نوا اسکوشیا
- هالیفاکس - پایتخت استانی و منطقهٔ شهری، اکنون بخشی از هالیفاکس ۴۴°۳۸′۵۶″شمالی ۶۳°۳۴′۳۱″غربی / ۴۴٫۶۴۸۸۷°شمالی ۶۳٫۵۷۵۳۱°غربی
- سیدنی - شهر سابق، اکنون بخشی از کیپ برتون ۴۶°۰۸′۱۱″شمالی ۶۰°۱۱′۴۴″غربی / ۴۶٫۱۳۶۳۱°شمالی ۶۰٫۱۹۵۵۱°غربی
- دارت‌موث - سابقاً دومین شهر بزرگ نوا اسکوشیا بود، اکنون یک منطقه شهری و بخشی از شهر ناحیه‌ای هالیفاکس ۴۴°۳۹′۵۰″شمالی ۶۳°۳۴′۰۵″غربی / ۴۴٫۶۶۳۸۹°شمالی ۶۳٫۵۶۸۱۸°غربی

## نوناووت
مانند دو منطقهٔ دیگر کانادایی، تنها شهر ثبت شدهٔ نوناووت، پایتخت آن ایکالوئیت می‌باشد.
همچنین ببینید: فهرست بخش‌های نوناووت
- ایکالوئیت - پایتخت منطقه‌ای ۶۳°۴۲′۴۰″شمالی ۶۸°۱۹′۳۹″غربی / ۶۳٫۷۱۱۰۵°شمالی ۶۸٫۳۲۷۴۹°غربی

## انتاریو
در انتاریو، عنوان شهر تنها از طریق مدیریت استان‌ها به مناطق مختلف داده می‌شود و این عمل معمولاً بر اساس درخواست منطقه‌هایی که واجد شرایط شهر شدن هستند انجام می‌شود. هر منطقه‌ای بعد از اینکه جمعیتش به ۱۰٬۰۰۰ نفر رسید و آن را رد کرد می‌تواند برای گرفتن عنوان شهر اقدام کند. این عنوان به صورت خودکار به مجموعه‌ای که دارای این جمعیت باشد داده نمی‌شود بلکه آن‌ها باید برای این عنوان درخواست داده باشند و بعد از سوی وزارت امور شهری و مسکن استان، انتاریو| این عنوان را دریافت می‌کنند. تمام مناطقی که به جمعیت کافی برای شهر شدن می‌رسند برای آن درخواست نمی‌دهند مانند مارکهم، ایجکس و اوکویل که در سال ۲۰۰۶ دارای جمعیت یک شهرستان کانادایی، به ترتیب به اندازه  ۲۶۲٬۰۰۰، ۹۳٬۰۰۰ و ۱۶۶٬۰۰۰ بودند ولی همچنان با عنوان شهرک خوانده می‌شوند. وقتی به منطقه‌ای عنوان شهر داده شود، هرگز این عنوان از آن گرفته نمی‌شود حتی اگر جمعیتش کاهش یابد و به زیر ۱۰٬۰۰۰ نفر برسد؛ مانند درایدن.
ممکن است عنوان شهر به برخی شهرستان-روستاها نیز که با یکدیگر آمیخته شده‌اند نیز داده شود، در این مناطق مناسبات شهری در شهرستان اتفاق می‌افتد در حالی که این مناطق دارای هیچ زیرمجموعه‌ای نیستند؛ بنابراین عنوان شهر در انتاریو همیشه شاره‌کننده به یک منطقه کاملاً شهری نیست.
| شهر                   | منطقه آماری                | جمعیت ۲۰۰۶ | مختصات                                                      | توضیحات                           |
| بری                   | شهرستان سیمکو              | ۱۲۸٬۴۳۰    | ۴۴°۲۳′۲۶″شمالی ۷۹°۴۱′۰۸″غربی / ۴۴٫۳۹۰۴۷°شمالی ۷۹٫۶۸۵۶۴°غربی |                                   |
| بلویل                 | شهرستان هستینگز            | ۴۸٬۸۲۱     | ۴۴°۰۹′۴۶″شمالی ۷۷°۲۲′۵۹″غربی / ۴۴٫۱۶۲۷۶°شمالی ۷۷٫۳۸۳۱۹°غربی |                                   |
| برامپتون              | شهر ناحیه‌ای پیل            | ۴۳۳٬۸۰۶    | ۴۳°۴۱′۰۷″شمالی ۷۹°۴۵′۳۶″غربی / ۴۳٫۶۸۵۲۹°شمالی ۷۹٫۷۵۹۸۸°غربی | بخشی از بزرگ‌تورنتو                |
| برنت                  | برنت                       | ۳۴٬۴۱۵     | ۴۳°۰۹′۱۰″شمالی ۸۰°۱۰′۱۸″غربی / ۴۳٫۱۵۲۶۷°شمالی ۸۰٫۱۷۱۵۷°غربی |                                   |
| برنتفورد              | برنت                       | ۹۰٬۱۹۲     | ۴۳°۰۸′۳۱″شمالی ۸۰°۱۵′۴۴″غربی / ۴۳٫۱۴۱۹۴°شمالی ۸۰٫۲۶۲۲۱°غربی |                                   |
| براک‌ویل               | لیدز و گرنویل              | ۲۱٬۹۵۷     | ۴۴°۳۵′۲۵″شمالی ۷۵°۴۰′۵۷″غربی / ۴۴٫۵۹۰۲۴°شمالی ۷۵٫۶۸۲۵۸°غربی |                                   |
| برلینگتون             | منطقهٔ هالتون               | ۱۶۴٬۴۱۵    | ۴۳°۱۹′۳۳″شمالی ۷۹°۴۷′۵۶″غربی / ۴۳٫۳۲۵۷۰°شمالی ۷۹٫۷۹۸۸۵°غربی | بخشی از بزرگ‌تورنتو                |
| کمبریج                | شهر ناحیه‌ای واترلو         | ۱۲۰٬۳۷۱    | ۴۳°۲۱′۴۱″شمالی ۸۰°۱۸′۵۳″غربی / ۴۳٫۳۶۱۴۵°شمالی ۸۰٫۳۱۴۶۱°غربی |                                   |
| چتم-کنت               | single-tier                | ۱۰۸٬۱۷۷    |                                                             |                                   |
| کلرنس راکلند          | پرسکات و راسل              | ۲۰٬۷۹۰     | ۴۵°۳۳′۰۵″شمالی ۷۵°۱۷′۲۱″غربی / ۴۵٫۵۵۱۲۵°شمالی ۷۵٫۲۸۹۱۳°غربی | بخشی از منطقه پایتخت ملی (کانادا) |
| کورن‌وال، انتاریو      | استورمونت، داندس و گلنگری  | ۴۵٬۹۶۵     | ۴۵°۰۱′۱۵″شمالی ۷۴°۴۳′۵۰″غربی / ۴۵٫۰۲۰۹۴°شمالی ۷۴٫۷۳۰۶۸°غربی |                                   |
| درایدن                | منطقهٔ کنورا                | ۸٬۱۹۵      | ۴۹°۴۶′۴۸″شمالی ۹۲°۵۰′۱۲″غربی / ۴۹٫۷۸۰۰۸°شمالی ۹۲٫۸۳۶۷۰°غربی |                                   |
| الیوت لیک             | منطقهٔ الگوما               | ۱۱٬۵۴۹     | ۴۶°۲۳′۱۰″شمالی ۸۲°۳۹′۰۴″غربی / ۴۶٫۳۸۵۹۹°شمالی ۸۲٫۶۵۱۰۰°غربی |                                   |
| بزرگ‌سادبری            | single-tier                | ۱۵۷٬۸۵۷    | ۴۶°۲۹′۲۴″شمالی ۸۰°۵۹′۲۳″غربی / ۴۶٫۴۸۹۸۹°شمالی ۸۰٫۹۸۹۷۹°غربی |                                   |
| گوئلف                 | شهرستان ولینگتون           | ۱۱۴٬۹۴۳    | ۴۳°۳۲′۳۷″شمالی ۸۰°۱۴′۵۴″غربی / ۴۳٫۵۴۳۵۰°شمالی ۸۰٫۲۴۸۲۶°غربی |                                   |
| شهرستان هالدیمند      | single-tier                | ۴۵٬۲۱۲     |                                                             |                                   |
| همیلتون، انتاریو      | single-tier                | ۵۰۴٬۵۵۹    | ۴۳°۱۵′۱۹″شمالی ۷۹°۵۲′۲۴″غربی / ۴۳٫۲۵۵۱۵°شمالی ۷۹٫۸۷۳۲۷°غربی | بخشی از گلدن هورس‌شو               |
| کاوارتا لیکس          | single-tier                | ۷۴٬۵۶۱     |                                                             |                                   |
| کنورا                 | منطقه کنورا                | ۱۵٬۱۷۷     | ۴۹°۴۶′۰۳″شمالی ۹۴°۲۹′۲۶″غربی / ۴۹٫۷۶۷۴۷°شمالی ۹۴٫۴۹۰۴۹°غربی |                                   |
| کینگ استون            | شهرستان فرانتنک            | ۱۱۷٬۲۰۷    | ۴۴°۱۳′۴۸″شمالی ۷۶°۲۸′۵۰″غربی / ۴۴٫۲۲۹۹۳°شمالی ۷۶٫۴۸۰۴۲°غربی |                                   |
| کیچنر                 | منطقه واترلو، انتاریو      | ۲۰۴٬۶۶۸    | ۴۳°۲۷′۰۶″شمالی ۸۰°۲۹′۳۳″غربی / ۴۳٫۴۵۱۷۹°شمالی ۸۰٫۴۹۲۴۹°غربی |                                   |
| لندن، انتاریو         | شهرستان میدلسکس            | ۳۵۲٬۳۹۵    | ۴۲°۵۹′۱۷″شمالی ۸۱°۱۴′۴۶″غربی / ۴۲٫۹۸۸۰۹°شمالی ۸۱٫۲۴۶۰۹°غربی |                                   |
| میسیسوگا              | منطقه پیل                  | ۶۶۸٬۵۴۹    | ۴۳°۳۵′۲۰″شمالی ۷۹°۳۸′۴۰″غربی / ۴۳٫۵۸۸۸۱°شمالی ۷۹٫۶۴۴۳۶°غربی | بخشی از بزرگ‌تورنتو                |
| نیاگارا فالز، انتاریو | منطقه نیاگارا              | ۸۲٬۱۸۴     | ۴۳°۰۶′۲۲″شمالی ۷۹°۰۳′۵۰″غربی / ۴۳٫۱۰۶۰۲°شمالی ۷۹٫۰۶۳۸۴°غربی | بخشی از گلدن هورس‌شو               |
| شهرستان نورفوک        | single-tier                | ۶۰٬۸۴۷     |                                                             |                                   |
| خلیج شمال، انتاریو    | منطقه نیپیسینگ             | ۵۳٬۹۶۶     | ۴۶°۱۸′۳۳″شمالی ۷۹°۲۷′۳۹″غربی / ۴۶٫۳۰۹۱۳°شمالی ۷۹٫۴۶۰۷۲°غربی |                                   |
| اوریلیا               | شهرستان سیمکو              | ۳۰٬۲۵۹     | ۴۴°۳۶′۳۳″شمالی ۷۹°۲۵′۱۶″غربی / ۴۴٫۶۰۹۱۷°شمالی ۷۹٫۴۲۱۱۱°غربی |                                   |
| اوشاوا                | منطقه دورهم                | ۱۴۱٬۵۹۰    | ۴۳°۵۳′۴۶″شمالی ۷۸°۵۱′۵۶″غربی / ۴۳٫۸۹۶۲۲°شمالی ۷۸٫۸۶۵۶۱°غربی | بخشی از بزرگ‌تورنتو                |
| اتاوا                 | single-tier                | ۸۱۲٬۱۲۹    | ۴۵°۲۶′۲۴″شمالی ۷۵°۴۱′۴۱″غربی / ۴۵٫۴۴۰۰۱°شمالی ۷۵٫۶۹۴۶۰°غربی | بخشی از منطقه پایتخت ملی (کانادا) |
| اوئن ساوند            | شهرستان گری                | ۲۱٬۷۵۳     | ۴۴°۳۳′۵۱″شمالی ۸۰°۵۶′۳۴″غربی / ۴۴٫۵۶۴۲۴°شمالی ۸۰٫۹۴۲۸۰°غربی |                                   |
| پمبروک                | شهرستان رنفرو              | ۱۳٬۹۳۰     | ۴۵°۴۹′۳۷″شمالی ۷۷°۰۶′۴۲″غربی / ۴۵٫۸۲۷۰۲°شمالی ۷۷٫۱۱۱۶۲°غربی |                                   |
| پیتربوروگ             | شهرستان پیتربوروگ، انتاریو | ۷۴٬۸۹۸     | ۴۴°۱۸′۳۲″شمالی ۷۸°۱۹′۱۱″غربی / ۴۴٫۳۰۸۹۸°شمالی ۷۸٫۳۱۹۸۲°غربی |                                   |
| پیکرینگ               | منطقه دورهم                | ۸۷٬۸۳۸     | ۴۳°۵۰′۱۷″شمالی ۷۹°۰۵′۰۱″غربی / ۴۳٫۸۳۷۹۸°شمالی ۷۹٫۰۸۳۷۱°غربی | بخشی از بزرگ‌تورنتو                |
| شهرستان پرینس ادوارد  | single-tier                | ۲۵٬۴۹۶     |                                                             |                                   |
| بندر کولبورن          | منطقه نیاگارا              | ۱۸٬۵۹۹     | ۴۲°۵۳′۱۱″شمالی ۷۹°۱۵′۰۴″غربی / ۴۲٫۸۸۶۴۶°شمالی ۷۹٫۲۵۱۰۴°غربی | بخشی از گلدن هورس‌شو               |
| کوئنتی وست            | شهرستان هستینگز            | ۴۲٬۶۹۷     |                                                             |                                   |
| سارنیا                | شهرستان لامبتون            | ۷۱٬۴۱۹     | ۴۲°۵۸′۳۰″شمالی ۸۲°۲۴′۲۵″غربی / ۴۲٫۹۷۵۰۰°شمالی ۸۲٫۴۰۶۸۲°غربی |                                   |
| سو سنت‌ماری            | منطقه الگوما               | ۷۴٬۹۴۸     | ۴۶°۳۰′۲۴″شمالی ۸۴°۲۰′۰۰″غربی / ۴۶٫۵۰۶۶۳°شمالی ۸۴٫۳۳۳۳۷°غربی |                                   |
| سینت کترینز           | منطقه نیاگارا              | ۱۳۱٬۹۸۹    | ۴۳°۰۹′۳۳″شمالی ۷۹°۱۴′۴۹″غربی / ۴۳٫۱۵۹۲۸°شمالی ۷۹٫۲۴۶۹۶°غربی | بخشی از گلدن هورس‌شو               |
| سینت توماس، انتاریو   | شهرستان الگن               | ۳۶٬۱۱۰     | ۴۲°۴۶′۴۵″شمالی ۸۱°۱۱′۳۴″غربی / ۴۲٫۷۷۹۲۲°شمالی ۸۱٫۱۹۲۷۰°غربی |                                   |
| سترت‌فورد، انتاریو     | شهرستان پرث                | ۳۰٬۴۶۱     | ۴۳°۲۲′۱۲″شمالی ۸۰°۵۸′۵۶″غربی / ۴۳٫۳۶۹۹۹°شمالی ۸۰٫۹۸۲۲۰°غربی |                                   |
| سواحل تمیسکیمینگ      | منطقه تمیسکیمینگ           | ۱۰٬۴۴۲     |                                                             |                                   |
| تورولد                | منطقه نیاگارا              | ۱۸٬۲۲۴     | ۴۳°۰۶′۲۹″شمالی ۷۹°۱۲′۵۴″غربی / ۴۳٫۱۰۸۰۸°شمالی ۷۹٫۲۱۴۹۴°غربی | بخشی از گلدن هورس‌شو               |
| خلیج تاندر            | منطقه خلیج تاندر           | ۱۰۹٬۱۴۰    | ۴۸°۲۲′۵۴″شمالی ۸۹°۱۴′۴۶″غربی / ۴۸٫۳۸۱۷۷°شمالی ۸۹٫۲۴۶۰۲°غربی |                                   |
| تیمینز                | منطقه کاکرن                | ۴۲٬۹۹۷     | ۴۸°۲۸′۳۵″شمالی ۸۱°۱۹′۴۴″غربی / ۴۸٫۴۷۶۴۰°شمالی ۸۱٫۳۲۸۹۱°غربی |                                   |
| تورنتو                | single-tier                | ۲٬۵۰۳٬۲۸۱  | ۴۳°۳۹′۱۳″شمالی ۷۹°۲۳′۰۲″غربی / ۴۳٫۶۵۳۵۳°شمالی ۷۹٫۳۸۳۹۰°غربی | بخشی از بزرگ‌تورنتو                |
| وان                   | منطقه یورک، انتاریو        | ۲۳۸٬۸۶۶    | ۴۳°۴۸′۴۰″شمالی ۷۹°۲۷′۰۰″غربی / ۴۳٫۸۱۰۹۹°شمالی ۷۹٫۴۵۰۱۲°غربی | بخشی از بزرگ‌تورنتو                |
| واترلو، انتاریو       | منطقه واترلو، انتاریو      | ۹۷٬۴۷۵     | ۴۳°۲۷′۴۸″شمالی ۸۰°۳۱′۱۲″غربی / ۴۳٫۴۶۳۴۲°شمالی ۸۰٫۵۲۰۰۹°غربی |                                   |
| ولند، انتاریو         | منطقه نیاگارا              | ۵۰٬۳۳۱     | ۴۲°۵۹′۳۶″شمالی ۷۹°۱۴′۲۱″غربی / ۴۲٫۹۹۳۲۸°شمالی ۷۹٫۲۳۹۱۵°غربی | بخشی از گلدن هورس‌شو               |
| ویندزور               | شهرستان اسکس               | ۲۱۶٬۴۷۳    | ۴۲°۱۹′۰۳″شمالی ۸۳°۰۲′۰۷″غربی / ۴۲٫۳۱۷۴۵°شمالی ۸۳٫۰۳۵۱۸°غربی |                                   |
| وودستاک، انتاریو      | شهرستان آکسفورد، انتاریو   | ۳۵٬۴۸۰     | ۴۳°۰۷′۴۷″شمالی ۸۰°۴۵′۲۴″غربی / ۴۳٫۱۲۹۷۹°شمالی ۸۰٫۷۵۶۶۸°غربی |                                   |

## جزیرهٔ پرینس ادوارد
همچنین ببینید: فهرست بخش‌های جزیرهٔ پرینس ادوارد
| شهر                          | جمعیت(۲۰۰۶) | مساحت(km²) | مختصات                                                      | توضیحات |
| ---------------------------- | ----------- | ---------- | ----------------------------------------------------------- | ------- |
| شارلوت‌تاون                   | ۳۶٬۰۹۴      |            | ۴۶°۱۴′۵۲″شمالی ۶۳°۰۷′۱۳″غربی / ۴۶٫۲۴۷۸۵°شمالی ۶۳٫۱۲۰۱۹°غربی |         |
| سامرساید (جزیره پرنس ادوارد) | ۱۴٬۸۲۹      |            | ۴۶°۲۳′۳۵″شمالی ۶۳°۴۷′۲۵″غربی / ۴۶٫۳۹۳۱۶°شمالی ۶۳٫۷۹۰۲۳°غربی |         |

## کبک
در کبک، قوانین استانی چنان است که در آن تفاوتی میان شهر (city) و شهرک (town) در نظر گرفته نمی‌شود و عبارت ville که کلمه‌ای فرانسوی است و در پارسی به معنای شهر می‌باشد، به جای هر دو مفهوم شهر و شهرک استفاده می‌شود؛ بدون توجه به اندازهٔ اجتماع مورد بحث. فهرستی از مناطقی که در کبک، عنوان ville به خود گرفته‌اند بدون در نظر گرفتن اینکه در کاربرد غیررسمی، آن‌ها شهراند یا شهرک، در زیر نوشته اخت…
| شهر                            | منطقهٔ آماری                 | جمعیت ۲۰۰۶ | مختصات           |
| اکتون ول                       | شهرستان اکتون               | ۷٬۷۹۷      | مونترژی          |
| آلما                           | شهرستان لک-سن-ژان-است       | ۲۹٬۹۹۸     | سگونه-لک-سن-ژان  |
| امو (کبک)                      | شهرستان ابیتیبی             | ۱۲٬۵۸۴     | ابیتیبی-تمیسکمنگ |
| امکی                           | شهرستان لمتاپدیا            | ۶٬۲۶۱      | به-سن-لوران      |
| لانسین-لورت                    | تراکم شهری کبک              | ۱۶٬۵۱۶     | کپیتل-نسیونل     |
| ازبستو                         | شهرستان له سورس             | ۶٬۸۱۹      | سانتر-دو-کبک     |
| لسومپسیون                      | شهرستان لسومپسیون           | ۱۶٬۷۳۸     | لورانتید         |
| خلیج کومو                      | منیکوئگان شهرستان           | ۲۲٬۵۵۴     | کوت-نورد         |
| خلیج اورفه                     | جزیره مونترآل               | ۳٬۹۰۲      | مونترآل          |
| خلیج-سن-پل                     | شهرستان شرلوآ               | ۷٬۲۸۸      | کپیتل-نسیونل     |
| برکمر                          | شهرستان له لورانتید         | ۴۵٬۱۵۷     | لورانتید         |
| بیکنسفیلد                      | جزیرهٔ مونترآل               | ۱۹٬۱۹۴     | مونترآل          |
| بوسوویل                        | شهرستان روبر-کلیش           | ۶٬۲۲۶      | شودیر-اپلش       |
| بوئرنوآ                        | شهرستان بوئرنوآ-سلبری       | ۱۱٬۹۱۸     | مونترژی          |
| بوپره                          | شهرستان له کوت-دو-بوپره     | ۳٬۰۰۶      | کپیتل-نسیونل     |
| بکانکور                        | شهرستان بکانکور             | ۱۱٬۱۳۴     | مونترژی          |
| بدفورد                         | شهرستان بروم-میسیکوآ        | ۲٬۶۱۲      | استری            |
| بلوتر                          | شهرستان تمیسکمنگ            | ۳۵۰        | ابیتیبی-تمیسکمنگ |
| بولوئی                         | شهرستان له وله-دو-ریشولیو   | ۱۸٬۹۲۷     | مونترژی          |
| برتیرویل                       | شهرستان دوتره               | ۴٬۰۰۷      | لانودیر          |
| بلن‌ویل                         | شهرستان ترز-دو-بلن‌ویل       | ۴۶٬۴۹۳     | مونترژی          |
| بوآ-ده-فیلیون                  | شهرستان ترز-دو-بلن‌ویل       | ۸٬۳۸۳      | لانودیر          |
| بوآبریان                       | شهرستان ترز-دو-بلن‌ویل       | ۲۶٬۴۸۳     | لانودیر          |
| بون‌اوانتور                     | شهرستان بون‌اوانتور          | ۲٬۶۷۳      | گسپزی            |
| بوشرویل                        | تراکم شهری لونگوی           | ۳۹٬۰۶۲     | مونترژی          |
| برومون                         | شهرستان له اوت-یمسکه        | ۶٬۰۴۹      | استری            |
| بروسر                          | تراکم شهری لونگوی           | ۷۱٬۱۵۴     | مونترژی          |
| برونزبورگ-شتم                  | شهرستان ارژانتوی            | ۶٬۶۶۴      | لورانتید         |
| کبنو                           | شهرستان تمیسکوئتا           | ۳٬۱۹۹      | به-سن-لوران      |
| کندیاک                         | شهرستان روسیون              | ۱۵٬۹۴۷     | مونترژی          |
| کپ-شه                          | شهرستان له اوت-گسپزی        | ۲٬۷۷۷      | گسپزی            |
| کپ-سانته                       | شهرستان پورت‌نوف             | ۲٬۶۶۶      | کپیتل-نسیونل     |
| کرینیان                        | شهرستان له وله-دو-ریشولیو   | ۷٬۴۲۶      | مونترژی          |
| کرلوتون-سور-مر                 | شهرستان اوینیون (کبک)       | ۴٬۰۷۷      | گسپزی            |
| کوزپسکل                        | شهرستان لمتاپدیا            | ۲٬۵۵۶      | به-سن-لوران      |
| شامبلی                         | شهرستان له وله-دو-ریشولیو   | ۲۲٬۶۰۸     | مونترژی          |
| شاندله                         | شهرستان لوروشه-پرسه         | ۷٬۹۱۴      | گسپزی            |
| شپه                            | نور-دو-کبک                  | ۱٬۶۳۰      | نور-دو-کبک       |
| شرلومنی                        | شهرستان لسومسیون            | ۵٬۵۹۴      | لانودیر          |
| شتوگی                          | شهرستان روسیون              | ۴۲٬۷۸۶     | مونترژی          |
| شتو ریشه                       | شهرستان له کوت-دو-بوپره     | ۳٬۵۶۳      | کپیتل-نسیونل     |
| شیبوگمو                        | نور-دو-کبک                  | ۷٬۵۶۳      | نور-دو-کبک       |
| کلرمون، کپیتل-نسیونل           | شهرستان شرلووآ-است          | ۳٬۰۴۱      | کپیتل-نسیونل     |
| کوتیکوک                        | شهرستان کوتیکوک             | ۹٬۲۰۴      | استری            |
| کونتروکور                      | شهرستان لژموره              | ۵٬۶۷۸      | سانتر-دو-کبک     |
| کوکشیر-ائتون                   | شهرستان لو او-سن-فرانسوآ    | ۵٬۰۰۴      | استری            |
| کوت-سن-لوک                     | جزیره مونترآل               | ۳۱٬۳۹۵     | مونترآل          |
| کوآنزویل                       | شهرستان بروم-میسیکوآ        | ۱۲٬۱۸۲     | مونترژی          |
| دانویل                         | شهرستان له سورس             | ۴٬۰۴۱      | سانتر-دو-کبک     |
| دولوئی ویل                     | شهرستان ارتبسکه             | ۱٬۰۰۵      | سانتر-دو-کبک     |
| دژولی                          | شهرستان تمیسکوئتا           | ۳٬۲۰۹      | به-سن-لوران      |
| دلسون                          | شهرستان روسیون              | ۷٬۳۲۲      | استری            |
| ده‌بین                          | شهرستان لک-سن-ژان-است       | ۱٬۰۷۴      | سگونه لک-سن-ژان  |
| دو-مونتنی                      | شهرستان دو-مونتنی           | ۱۷٬۴۰۲     | لورانتید         |
| دیزرئولی                       | شهرستان لزپلش               | ۲٬۵۷۰      | شودیر-اپلش       |
| دولبو-میستسینی                 | شهرستان ماریا-شپدولن        | ۱۴٬۵۴۶     | لک-سن-ژان        |
| دولر-ده-زورمو                  | جزیره مونترآل               | ۴۸٬۹۳۰     | مونترآل          |
| دونکونا                        | شهرستان پورت‌نوف             | ۵٬۵۶۴      | کپیتل-نسیونل     |
| دورول                          | جزیره مونترآل               | ۱۸٬۰۸۸     | مونترآل          |
| درومون ویل                     | درومون                      | ۶۷٬۳۹۲     | سانتر-دو-کبک     |
| دونم                           | شهرستان بروم-میسیکوآ        | ۳٬۳۹۶      | مونترژی          |
| دوپرکت                         | شهرستان ابیتیبی غربی        | ۶۵۰        | ابیتیبی-تمیسکمنگ |
| ائست آنگو (آنگوی شرقی)         | شهرستان لو او-سن-فرانسوآ    | ۳٬۳۵۷      | استری            |
| لپیفانی                        | شهرستان لسومسیون            | ۴٬۶۰۶      | لانودیر          |
| استرل                          | شهرستان له پی-دان-او        | ۲۵۶        | کپیتل-نسیونل     |
| فرنم                           | شهرستان بروم-میسیکوآ        | ۷٬۸۰۹      | مونترژی          |
| فرمون                          | شهرستان کنیه‌پیسکو           | ۲٬۶۳۳      | کوت-نور          |
| فورست ویل                      | شهرستان له اوت-کوت-نور      | ۳٬۵۴۳      | کوت-نور          |
| فوسمبو-سور-لو-لک               | شهرستان له ژک-کرتیه         | ۱٬۵۳۲      | کپیتل-نسیونل     |
| گسپه                           | شهرستان له کوت-دو-گسپه      | ۱۴٬۸۱۹     | گسپزی            |
| گتینو                          | گتینو                       | ۲۴۲٬۱۲۴    | اوتئوئه          |
| گرسفیلد                        | شهرستان له وله-دو-له-گتینو  | ۲٬۴۳۹      | اوتئوئه          |
| گرانبی                         | شهرستان له اوت-یمسکه        | ۴۷٬۶۳۷     | مونترژی          |
| گراند-ریویر                    | شهرستان لوروشه-پرسه         | ۳٬۴۰۹      | گسپزی            |
| گرانویل (کبک)                  |                             | ?          | یخسار لارنتی     |
| گرانویل-سور-له-روژ             |                             | ?          | یخسار لارنتی     |
| آمستئد                         | جزیره مونترآل               | ۶٬۹۹۶      | مونترآل          |
| اودسون                         | شهرستان وودری-سولانژ        | ۵٬۰۸۸      | مونترژی          |
| اتنگدان                        | شهرستان له او-سن-لوران      | ۲٬۵۸۷      | مونترژی          |
| لیل-کدیو                       | شهرستان وودری-سولانژ        | ۱۲۸        | مونترژی          |
| لیل-دورول                      | جزیره مونترآل               | ۵۹         | مونترآل          |
| لیل-پرو                        | شهرستان وودری-سولانژ        | ۹٬۹۲۷      | مونترآل          |
| ژولیت (کبک)                    | شهرستان ژولیت               | ۱۹٬۰۴۵     | لانودیر          |
| کنگسه فل (کبک)                 | شهرستان ارتبسکه             | ۲٬۰۸۶      | استری            |
| کیرکلان                        | جزیره مونترآل               | ۲۰٬۴۹۱     | مونترآل          |
| لک-بروم (کبک)                  | شهرستان بروم-میسیکوآ        | ۵٬۶۲۹      | مونترژی          |
| لک-دولژ                        | شهرستان له ژک-کرتیه         | ۵۳۰        | کپیتل-نسیونل     |
| لک-مگانتیک                     | شهرستان لو گرانیت           | ۵٬۹۶۷      | استری            |
| لک-سن-ژوزف                     | شهرستان له ژک-کرتیه         | ۲۶۶        | کپیتل-نسیونل     |
| لک سرژان                       | شهرستان پورت‌نوف             | ۴۲۳        | کپیتل-نسیونل     |
| لشوت                           | شهرستان ارژانتوی            | ۱۱٬۸۳۲     | لورانتید         |
| لول (کبک)                      | لول (کبک)                   | ۳۷۶٬۸۴۵    | مونترآل          |
| لولتری                         | شهرستان دوتره               | ۱۲٬۱۱۲     | لانودیر          |
| لوبل-سور-کویون                 | نور-دو-کبک                  | ۲٬۷۲۹      | نور-دو-کبک       |
| لری (کبک)                      | شهرستان روسیون              | ۲٬۳۸۵      | مونترژی          |
| لوی (کبک)                      | لوی (کبک)                   | ۱۳۰٬۰۰۶    | شودیر-اپلش       |
| لونگوی                         | تراکم شهری لونگوی           | ۲۲۹٬۳۳۰    | مونترژی          |
| لورن (کبک)                     | شهرستان ترز-دو-بلن‌ویل       | ۹٬۶۱۳      | لورانتید         |
| لوئیس ویل                      | شهرستان مسکینونژه           | ۷٬۴۳۳      | لانودیر          |
| مکمیک                          | شهرستان ابیتیبی غربی        | ۲٬۷۲۶      | ابیتیبی-تمیسکمنگ |
| مگوگ                           | شهرستان مومفرمگوگ           | ۲۳٬۸۸۰     | استری            |
| ملرتیک                         | شهرستان لو وله-دو-لور       | ۳٬۶۴۰      | ابیتیبی-تمیسکمنگ |
| له ملبه                        | شهرستان شرلووآ-است          | ۸٬۹۵۹      | کپیتل-نسیونل     |
| منیواکی                        | شهرستان له وله-دو-له-گتینو  | ۴٬۱۰۲      | اوتئوئه          |
| مری ویل                        | شهرستان روویل               | ۷٬۹۰۴      | مونترژی          |
| مسکوش                          | شهرستان له مولن             | ۳۴٬۶۲۶     | لانودیر          |
| متگمی                          | نور-دو-کبک                  | ۱٬۵۵۵      | نور-دو-کبک       |
| متن (کبک)                      | شهرستان متن (کبک)           | ۱۴٬۷۴۲     | گسپزی            |
| مرسیه                          | شهرستان روسیون              | ۱۰٬۱۲۱     | مونترژی          |
| شهرستان متابتشوآن-لک-ا-له-کروآ | شهرستان لک-سن-ژان-است       | ۴٬۰۸۴      | سگونه لک-سن-ژان  |
| متی-سور-مر                     | شهرستان له میتی             | ۶۰۴        | گسپزی            |
| میربل                          | میربل                       | ۳۴٬۶۲۶     | لورانتید         |
| مون-ژولی                       | شهرستان له میتی             | ۶٬۵۶۸      | به-سن-لوران      |
| مون-لوریه                      | شهرستان آنتوآن-لبل          | ۱۳٬۴۰۵     | اوتئوئه          |
| مون-سنتیلر                     | شهرستان له وله-دو-ریشولیو   | ۱۵٬۷۲۰     | مونترژی          |
| مون-ترامبلان                   | شهرستان له لورانتید         | ۸٬۸۹۲      | لورانتید         |
| مؤمنی                          | شهرستان مؤمنی               | ۱۱٬۷۲۴     | به-سن-لوران      |
| مونترآل                        | جزیره مونترآل               | ۱٬۶۲۰٬۶۹۳  | مونترآل          |
| مونترآل-است (مونترآل شرقی)     | جزیره مونترآل               | ۳٬۸۲۲      | مونترآل          |
| مونترآل-اوئست (مونترآل غربی)   | جزیره مونترآل               | ۵٬۱۸۴      | مونترآل          |
| مون-رویال                      | جزیره مونترآل               | ۱۸٬۹۳۳     | مونترآل          |
| موردوشویل                      | شهرستان له کوت-دو-گسپه      | ۸۱۲        | گسپزی            |
| نوویل (کبک)                    | شهرستان پورت‌نوف             | ۳٬۶۳۸      | کپیتل-نسیونل     |
| نیو ریشموند                    | شهرستان بون‌اوانتور          | ۳٬۷۴۸      | گسپزی            |
| نیکوله                         | شهرستان نیکوله-یمسکه        | ۷٬۸۲۷      | سانتر-دو-کبک     |
| نورماندن                       | شهرستان ماریا-شپدولن        | ۳٬۲۲۰      | سگونه لک-سن-ژان  |
| نوترو-دم-دو-لیل-پترو           | شهرستان وودری-سولانژ        | ۹٬۸۸۵      | مونترژی          |
| نوترو-دم-ده-پره‌ری              | شهرستان ژولیت               | ۸٬۲۳۰      | لانودیر          |
| نوترو-دم-دو-لک                 | شهرستان تمیسکوئتا           | ۲٬۰۶۰      | ابیتیبی-تمیسکمنگ |
| اوتربورن پارک                  | شهرستان له وله-دو-ریشولیو   | ۸٬۴۶۴      | مونترژی          |
| پسپبیک                         | شهرستان بون‌اوانتور          | ۳٬۱۵۹      | گسپزی            |
| پرسه                           | شهرستان لوروشه-پرسه         | ۳٬۴۱۹      | گسپزی            |
| پنکورت                         | شهرستان وودری-سولانژ        | ۱۱٬۱۹۷     | مونترژی          |
| پلسیزویل                       | شهرستان لربل                | ۶٬۶۷۷      | سانتر-دو-کبک     |
| له پوکتیر                      | شهرستان کمورسکا             | ۴٬۵۷۵      | به-سن-لوران      |
| پوئنگموک                       | شهرستان تمیسکوئتا           | ۲٬۹۴۰      | به-سن-لوران      |
| پوآنت-کلر                      | جزیره مونترآل               | ۳۰٬۱۶۱     | مونترآل          |
| پون-روژ                        | شهرستان پورت‌نوف             | ۷٬۵۱۸      | کپیتل-نسیونل     |
| پورت-کرتیه                     | شهرستان ست-ریویر            | ۶٬۷۵۸      | کوت-نور          |
| پورت‌نوف                        | شهرستان پورت‌نوف             | ۳٬۰۸۶      | کپیتل-نسیونل     |
| له پره‌ری                       | شهرستان روسیون              | ۲۱٬۷۶۳     | مونترژی          |
| پرنسویل                        | شهرستان لربل                | ۵٬۵۷۱      | سانتر-دو-کبک     |
| پروو                           | شهرستان له ریویر-دو-نورد    | ۱۰٬۱۳۲     | لورانتید         |
| کبک (شهر)                      | تراکم شهری کبک              | ۶۵۹٬۵۴۵    | کپیتل-نسیونل     |
| روپانتینی                      | شهرستان لسومسیون            | ۷۶٬۲۳۷     | لانودیر          |
| ریشولیو                        | شهرستان روویل               | ۵٬۲۰۸      | مونترژی          |
| ریشمون                         | شهرستان لو ول-سن-فرانسوآ    | ۳٬۳۳۶      | استری            |
| ریموسکی                        | شهرستان ریموسکی-نیژت        | ۴۲٬۲۴۰     | به-سن-لوران      |
| ریویر-دو-لو                    | شهرستان ریویر-دو-لو         | ۱۸٬۵۸۶     | به-سن-لوران      |
| ریویر-روژ                      | شهرستان آنتوآن-لبل          | ۴٬۱۵۲      | لورانتید         |
| روبرول                         | شهرستان لو دومن-دو-روی      | ۱۰٬۵۴۴     | سگونه لک-سن-ژان  |
| روزومر                         | شهرستان ترز-دو-بلن‌ویل       | ۱۴٬۱۷۳     | لورانتید         |
| روئن-نورندا                    | روئن-نورندا                 | ۳۹٬۹۲۴     | ابیتیبی-تمیسکمنگ |
| سگونه                          | لو سگونه-اه-سون-فیورد       | ۱۴۳٬۶۹۲    | سگونه لک-سن-ژان  |
| سنت-ادل (کبک)                  | شهرستان له پی-دان-او        | ۱۰٬۶۳۴     | لورانتید         |
| سنت-آگات-ده-مون (کبک)          | شهرستان له لورانتید         | ۹٬۶۷۹      | لورانتید         |
| سنتن-دو-بوپره (کبک)            | شهرستان له کوت-دو-بوپره     | ۲٬۸۰۳      | کپیتل-نسیونل     |
| سنتن-دو-بلوو (کبک)             | جزیره مونترآل               | ۵٬۱۹۷      | مونترآل          |
| سنتن-ده-مون (کبک)              | شهرستان له اوت-گسپزی        | ۶٬۷۷۲      | گسپزی            |
| سنتن-ده-پلن (کبک)              | شهرستان ترز-دو-بلن‌ویل       | ۱۳٬۰۰۱     | لورانتید         |
| سن-اوگوستن-دو-دمور             | تراکم شهری کبک              | ۱۷٬۲۸۱     | کپیتل-نسیونل     |
| سن-بزیل                        | شهرستان پورت‌نوف             | ۲٬۵۶۰      | کپیتل-نسیونل     |
| سن-بزیل-لو-گران                | شهرستان له وله-دو-ریشولیو   | ۱۵٬۶۰۵     | مونترژی          |
| سن-برونو-دو-مونترویل           | تراکم شهری لونگوی           | ۲۴٬۳۸۸     | مونترژی          |
| سنت-کترین (کبک)                | شهرستان روسیون              | ۱۶٬۲۱۱     | مونترژی          |
| سنت-کترین-دو-له-ژک-کرتیه       | شهرستان له ژک-کرتیه         | ۵٬۰۲۱      | کپیتل-نسیونل     |
| سن-سزر                         | شهرستان روویل               | ۵٬۱۵۱      | مونترژی          |
| سن-کونستان                     | شهرستان روسیون              | ۲۳٬۹۵۷     | مونترژی          |
| سنت-اوستش                      | شهرستان دو-مونتنی           | ۴۲٬۰۶۲     | لورانتید         |
| سن-فلیسین (کبک)                | شهرستان لو دومن-دو-روی      | ۱۰٬۴۷۷     | سگونه لک-سن-ژان  |
| سن-گبریل (کبک)                 | شهرستان دوتره               | ۲٬۸۲۸      | لانودیر          |
| سن ژورژ (کبک)                  | شهرستان بوس-سرتیگان         | ۳۰٬۱۱۳     | شودیر-اپلش       |
| سنت-یسنت                       | شهرستان له مسکوتن           | ۵۵٬۸۲۳     | مونترژی          |
| سن-ژان-ریشولیو                 | شهرستان لو او-ریشولیو       | ۸۷٬۴۹۲     | مونترژی          |
| سن-ژروم                        | شهرستان له ریویر-دو-نورد    | ۶۳٬۷۲۹     | لورانتید         |
| سن-ژوزف-دو-بوس                 | شهرستان روبر-کلیش           | ۴٬۴۵۴      | شودیر-اپلش       |
| سن-ژوزف-دو-سورل                | شهرستان پیر-دو سورل         | ۱٬۶۸۶      | مونترژی          |
| سنت-ژولی                       | شهرستان لژموره              | ۲۹٬۰۱۹     | مونترژی          |
| سن-لامبر (کبک)                 | تراکم شهری لونگوی           | ۲۱٬۵۹۹     | مونترژی          |
| سن-لزر (کبک)                   | شهرستان وودری-سولانژ        | ۱۷٬۰۱۶     | مونترژی          |
| سن-لن-لورانتید                 | شهرستان مونکلم (کبک)        | ۱۴٬۱۵۹     | لورانتید         |
| سن-مرک-ده کریر                 | شهرستان پورت‌نوف             | ۲٬۷۷۴      | کپیتل-نسیونل     |
| سنت-مرگوریت-دو-لک-مسون         | شهرستان له پی-دان-او        | ۲٬۴۹۸      | لورانتید         |
| سنت-مری (کبک)                  | شهرستان له نول-بوس          | ۱۱٬۵۸۴     | شودیر-اپلش       |
| سنت-مرت-سور-لو-لک              | شهرستان دو-مونتنی           | ۱۱٬۳۱۱     | لورانتید         |
| سنتورس                         | شهرستان پیر-دو سورل         | ۱٬۷۰۰      | مونترژی          |
| سن-پامفیل                      | شهرستان لیزله               | ۲٬۷۰۴      | به-سن-لوران      |
| سن پسکل (کبک)                  | شهرستان کمورسکا             | ۳٬۵۰۴      | به-سن-لوران      |
| سن-پی (کبک)                    | شهرستان له مسکوتن           | ۵٬۱۰۹      | مونترژی          |
| سن-ریمون (کبک)                 | شهرستان پورت‌نوف             | ۹٬۲۷۳      | کپیتل-نسیونل     |
| سن-رمی (کبک)                   | شهرستان له ژردن-دو-ناپیرویل | ۶٬۱۳۶      | مونترژی          |
| سن-سوور                        | شهرستان له پی-دان-او        | ۹٬۱۹۱      | لورانتید         |
| سنت-ترز                        | شهرستان ترز-دو-بلن‌ویل       | ۲۵٬۲۲۴     | لورانتید         |
| سن-تیت                         | شهرستان مکینک               | ۳٬۸۲۶      | موریسی           |
| سلبری-دو-ولیفلد                | شهرستان بوئرنوآ-سلبری       | ۳۹٬۶۷۲     | مونترژی          |
| له سر (کبک)                    | شهرستان ابیتیبی غربی        | ۷٬۳۳۶      | ابیتیبی-تمیسکمنگ |
| شوفرویل                        | شهرستان کنیاپیسکو           | ۲۰۲        | نور-دو-کبک       |
| اسکاتس تاون                    | شهرستان لو او-سن-فرانسوآ    | ۵۸۸        | استری            |
| سنوتر (کبک)                    | شهرستان لو وله-دو-لور       | ۲٬۹۹۳      | ابیتیبی-تمیسکمنگ |
| سپتیل                          | شهرستان ست-ریویر            | ۲۷٬۸۲۷     | کوت-نورد         |
| شوینیگان                       | شوینیگان                    | ۵۱٬۹۰۴     | موریسی           |
| شربروک                         | شربروک                      | ۱۸۶٬۹۵۲    | استری            |
| سورل-ترسی                      | شهرستان پیر-دو سورل         | ۳۴٬۰۷۶     | مونترژی          |
| استانستئد (شهر)                | شهرستان مومفرمگوگ           | ۲٬۹۵۷      | استری            |
| سوتون                          | شهرستان بروم-میسیکوآ        | ۳٬۸۰۵      | مونترژی          |
| تمیسکمنگ                       | شهرستان تمیسکمنگ            | ۲٬۶۹۷      | ابیتیبی-تمیسکمنگ |
| تربون                          | شهرستان له مولن             | ۹۴٬۷۰۳     | لانودیر          |
| تتفورد مین                     | شهرستان لزپلش               | ۲۵٬۷۰۴     | شودیر-اپلش       |
| تورسو (کبک)                    | شهرستان پپینو               | ۲٬۲۹۹      | اوتئوئه          |
| تروآ-پپستول                    | شهرستان له بسک              | ۳٬۵۰۰      | به-سن-لوران      |
| تروا ریویر                     | شهرستان فرانش ویل           | ۱۲۹٬۱۰۰    | موریسی           |
| له توک                         | شهرستان له توک              | ۱۱٬۸۲۱     | موریسی           |
| ول-دور                         | شهرستان لو وله-دو-لور       | ۳۱٬۱۲۳     | ابیتیبی-تمیسکمنگ |
| ولکور (شهر)                    | شهرستان لو ول-سن-فرانسوآ    | ۲٬۳۴۹      | استری            |
| ورن (کبک)                      | شهرستان لژموره              | ۲۰٬۹۵۰     | مونترژی          |
| وودری-دوریون                   | شهرستان وودری-سولانژ        | ۲۵٬۷۸۹     | مونترژی          |
| ویکتوریا ویل                   | شهرستان ارتبسکه             | ۴۰٬۴۸۶     | سانتر-دو-کبک     |
| ویل-مری                        | شهرستان تمیسکمنگ            | ۲٬۶۹۶      | ابیتیبی-تمیسکمنگ |
| وارویک                         | شهرستان ارتبسکه             | ۴٬۸۰۴      | سانتر-دو-کبک     |
| واترلو (کبک)                   | شهرستان له اوت-یمسکه        | ۴٬۰۵۴      | استری            |
| واترویل                        | شهرستان کوتیکوک             | ۱٬۹۲۶      | استری            |
| وست‌مونت                        | جزیره مونترآل               | ۲۰٬۴۹۴     | مونترآل          |
| ویندزور (کبک)                  | شهرستان لو ول-سن-فرانسوآ    | ۵٬۲۳۹      | استری            |

## سسکچوان
در سسکچوان، شهرک‌ها باید جمعیتی بیشتر از ۵٬۰۰۰ نفر داشته باشند و برخی ویژگی‌ها را نیز تأمین کنند تا بتوانند عنوان شهر را به خود بگیرند. با این حال در اوایل قرن بیستم، چند مرکز مانند رجاینا و سسکتون با اینکه جمعیتی کمتر از ۵٬۰۰۰ نفر داشتند، عنوان شهر به آن‌ها داده شد. شهر مل‌ویل با اینکه در دهه ۱۹۹۰ جمعیتش به زیر ۵٬۰۰۰ نفر کاهش یافت هنوز عنوان شهر را برای خود حفظ کرده‌است. کیندرزلی نیز با اینکه جمعیتش نزدیک ۵٬۰۰۰ نفر در نوسان است در چند سال گذشته برای شهر شدن درخواست داده‌است.
| شهر           | تقسیم‌بندی استانی | جمعیت ۲۰۰۶ | موقعیت                                                          | توضیحات                              |
| استون         |                  | ۱۰٬۰۸۴     | ۴۹°۰۸′۲۲″شمالی ۱۰۲°۵۹′۳۶″غربی / ۴۹٫۱۳۹۴۹°شمالی ۱۰۲٫۹۹۳۴°غربی    |                                      |
| فلین فلون     |                  | ۲۴۲        | ۵۴°۴۵′۲۸″شمالی ۱۰۱°۵۲′۱۵″غربی / ۵۴٫۷۵۷۸۳°شمالی ۱۰۱٫۸۷۰۸°غربی    | بیشتر در منیوبا.                     |
| هامبولت       |                  | ۴٬۹۹۸      | ۵۲°۱۲′۰۴″شمالی ۱۰۵°۰۷′۲۴″غربی / ۵۲٫۲۰۱۱۵°شمالی ۱۰۵٫۱۲۳۳°غربی    |                                      |
| لویدمینستر    |                  | ۹٬۱۰۰      | ۵۳°۱۷′۰۳″شمالی ۱۱۰°۰۰′۱۱″غربی / ۵۳٫۲۸۴۱۲°شمالی ۱۱۰٫۰۰۳۰°غربی    | بین آلبرتا و ساسکاچوان تقسیم شده‌است. |
| مارتنس‌ویل     |                  | ۴٬۹۶۸      | ۵۲°۱۷′۲۳″شمالی ۱۰۶°۴۰′۰۰″غربی / ۵۲٫۲۸۹۷۲۲°شمالی ۱۰۶٫۶۶۶۶۶۷°غربی |                                      |
| مدو لیک       |                  | ۴٬۷۷۱      | ۵۴°۰۸′۰۰″شمالی ۱۰۸°۳۱′۰۰″غربی / ۵۴٫۱۳۳۳۳۳°شمالی ۱۰۸٫۵۱۶۶۶۷°غربی |                                      |
| ملفورت        |                  | ۵٬۱۹۲      | ۵۲°۵۱′۳۹″شمالی ۱۰۴°۳۶′۵۱″غربی / ۵۲٫۸۶۰۸۰°شمالی ۱۰۴٫۶۱۴۲°غربی    |                                      |
| مل‌ویل         |                  | ۴٬۱۴۹      | ۵۰°۵۵′۴۶″شمالی ۱۰۲°۴۸′۱۷″غربی / ۵۰٫۹۲۹۴۴°شمالی ۱۰۲٫۸۰۴۶°غربی    |                                      |
| موس‌جا         |                  | ۳۵٬۶۸۹     | ۵۰°۲۳′۳۲″شمالی ۱۰۵°۳۲′۰۶″غربی / ۵۰٫۳۹۲۳۱°شمالی ۱۰۵٫۵۳۵۰°غربی    |                                      |
| بتلفورد شمالی |                  | ۱۳٬۱۹۰     | ۵۲°۴۶′۳۴″شمالی ۱۰۸°۱۷′۵۲″غربی / ۵۲٫۷۷۶۲۲°شمالی ۱۰۸٫۲۹۷۸°غربی    |                                      |
| پرینس آلبرت   |                  | ۳۴٬۱۳۸     | ۵۳°۱۲′۱۲″شمالی ۱۰۵°۴۵′۱۱″غربی / ۵۳٫۲۰۳۳۵°شمالی ۱۰۵٫۷۵۳۰°غربی    |                                      |
| رجاینا        |                  | ۱۷۹٬۲۴۶    | ۵۰°۲۶′۵۳″شمالی ۱۰۴°۳۶′۵۷″غربی / ۵۰٫۴۴۸۱۰°شمالی ۱۰۴٫۶۱۵۸°غربی    | پایتخت استان                         |
| سسکتون        |                  | ۲۰۲٬۳۴۰    | ۵۲°۰۷′۵۱″شمالی ۱۰۶°۳۹′۳۶″غربی / ۵۲٫۱۳۰۷۳°شمالی ۱۰۶٫۶۶۰۱°غربی    | بزرگ‌ترین شهر                         |
| سویفت کارنت   |                  | ۱۴٬۹۴۶     | ۵۰°۱۷′۰۵″شمالی ۱۰۷°۴۷′۵۷″غربی / ۵۰٫۲۸۴۸۵°شمالی ۱۰۷٫۷۹۹۳°غربی    |                                      |
| وی‌برن         |                  | ۹٬۴۳۳      | ۴۹°۳۹′۴۷″شمالی ۱۰۳°۵۱′۱۱″غربی / ۴۹٫۶۶۲۹۷°شمالی ۱۰۳٫۸۵۳۰°غربی    |                                      |
| یورکتون       |                  | ۱۵٬۰۳۸     | ۵۱°۱۲′۴۰″شمالی ۱۰۲°۲۷′۳۵″غربی / ۵۱٫۲۱۱۲۲°شمالی ۱۰۲٫۴۵۹۷°غربی    |                                      |

## یوکان
مانند دو منطقهٔ دیگر کانادایی، تنها شهر ثبت شدهٔ یوکان، پایتخت آن وایت‌هورس می‌باشد. البته در گذشته داسون سیتی نیز عنوان شهر را به خود گرفته بود اما وقتی معیار انتخاب شهر در دههٔ ۱۹۸۰ تغییر کرد، عنوان شهر بودن را به دلیل کمبود جمعیت از دست داد و در حال حاضر شهرک نام دارد Through special provision, however, it is officially the town of the city of Dawson.
- وایت‌هورس - پایتخت ناحیه ۶۰°۴۳′۱۵″شمالی ۱۳۵°۰۳′۰۹″غربی / ۶۰٫۷۲۰۹۲°شمالی ۱۳۵٫۰۵۲۴°غربی

## یادداشت
1. ↑  Alberta Queen's Printer (2010-01-01). "Municipal Government Act - Revised Statutes of Alberta 2000, Chapter M-۲۶ (Section 82)". Retrieved 2010-06-03.
2. ↑  Government of British Columba بایگانی‌شده  در ۲ دسامبر ۲۰۰۸ توسط Wayback Machine - Local Government Act
3. ↑  Regional Municipality
4. 1 2  National Capital Region (Canada)
5. ↑  Saskatchewan Queen's Printer. "The Cities Act (Chapter C-۱۱٫۱ of The Statutes of Saskatchewan, 2002)" (PDF). Retrieved 2010-06-04.
6. ↑  Statistics Canada (2007). "Population and dwelling counts, for Canada, provinces and territories, and census subdivisions (municipalities), 2006 and 2001 censuses - 100% data (Saskatchewan)". Retrieved 2010-06-19.